# Mallappanahalli, Hiriyur
Mallappanahalli là một làng thuộc tehsil Hiriyur, huyện Chitradurga, bang Karnataka, Ấn Độ.